# リンクベイト
リンクベイト（英：Link bait）とは、閲覧者をおびき寄せるエサ（baits）となるような、ウェブサイト内のコンテンツや記事のこと。他のサイトからリンクを集めるために使われる。Googleのマット・カッツは、リンクベイトを、人々の注意を捉えるのに足るほどの関心をひくほどのものとして定義している。また、リンクベイトを使ってリンクを集めることをリンクベイティングという。

## 分類
- Informational Hooks - 役に立つ情報を提供することで、リンクを集めるもの。めずらしいtipsや秘訣、または個人的な体験談など。
- Tool Hooks - 役に立つツールを提供することで、リンクを集めるもの。お役立ちソフトなど。
- News Hooks - 新鮮な情報を提供することで、リンクを集めるもの。ニュース系サイトなど。
- Humor Hooks - 愉快な話やジョークで、リンクを集めるもの。奇抜な写真や、ブラックジョーク的な漫画など。
- Evil Hooks - 嫌がらせや、意地の悪い発言で、注意を引きつけ、リンクを集めるもの。人気のある製品やブロガーを貶めるような記事など。